# Российский институт градостроительства и инвестиционного развития «Гипрогор»
Росси́йский институ́т градострои́тельства и инвестицио́нного разви́тия «Гипрого́р» — (АО «Гипрогор») российская компания. Одна из ведущих проектных организаций России в области градостроительного планирования территории Российской Федерации, её регионов и городов, проектирования центров городов, жилых, общественных, производственных зон и комплексов, курортно-рекреационных и природоохранных территорий. 
Полное наименование — АО Российский институт градостроительства и инвестиционного развития «Гипрогор». Сокращённое наименование — АО «Гипрогор». Центральный офис компании расположен в Москве на Проспекте Вернадского.

## История
Создан в октябре-ноябре 1930 года (по другим источникам в 1929 году) на базе Бюро планировки городов Картоиздательства НКВД РСФСР и акционерного общества «Проектгражданстрой» для проектирования генеральных планов городов и рабочих посёлков, разработки проектной документации для новостроек первых пятилеток. Первоначальное название — Государственный трест по планировке населённых мест и гражданскому проектированию НКВД РСФСР (Гипрогор). В декабре 1930 года реорганизован в Государственное акционерное общество, в январе 1932 года — в Государственный институт съёмки и планировки городов и проектирования гражданских сооружений НКВД РСФСР.
В числе организаторов и творческих руководителей института были отечественные учёные и практики в области планировки и застройки городов. Руководил организацией нового института начальник Главного управления коммунального хозяйства НКВД РСФСР Д. И. Шейнис. Консультантами «Гипрогора» работали В. А. Веснин, В. Н. Образцов и В. Н. Семёнов. Среди сотрудников института — Л. Ильин, М. Я. Гинзбург, Г. Шелейховский, С. О. Овсянников, В. Витман, Д. И. Шейнис, С. Е. Чернышев, А. Е. Аркин, Н. В. Марковников, Д. Н. Чечулин, И. Ф. Милинис, М. О. Барщ и другие. В короткое время «Гипрогор» стал самой крупной проектной организацией страны (1500 человек).
В конце 1934 года Гипрогор перевели в Ленинград, а две действовавшие архитектурные мастерские (под руководством В. Н. Семёнова и Н. З. Нессиса) передали непосредственно в Народный комиссариат коммунального хозяйства РСФСР.
В 1930-е годы «Гипрогором» осуществлялись работы по комплексному проектированию центров освоения Севера, Заполярья, городов-новостроек: Кировск, Мурманск, Сыктывкар; разработаны проекты планировки ряда столиц союзных республик — Минск; Баку, Ереван, Петрозаводск, таких крупных областных центров, как Горький, Свердловск, Новосибирск, Калинин, Ярославль. В этот период в «Гипрогоре» трудилась плеяда талантливых градостроителей — А. Галактионов, В. Бабуров, Н. Баранов, И. Ратько, Б. Светличный, В. Пашков.
В период Великой Отечественной войны и послевоенные годы «Гипрогор» выполнял работы по укреплению обороноспособности страны и восстановлению народного хозяйства. Следует особо отметить проекты возрождения Сталинграда, Орла, Брянска, Краснодара, Калининграда, комплексные работы по развитию важных промышленных центров страны: Магнитогорска, Челябинска, Кузнецкого угольного бассейна.
В период 1956—1976 гг. руководство институтом осуществлял крупный российский градостроитель А. Кузнецов. Под его началом «Гипрогор» стал ведущим проектным институтом, школой градостроительного мастерства, воспитавшей плеяду специалистов высокого класса, архитекторов, инженеров. Среди них: С. Белов, Л. Вавакин, А. Виноградов, В. Выборный, В. Высоцкий, Э. Вайнберг, Л. Гришина, М. Комаров, В. Кругликов, И. Логинова, М. Николайчик, О. Полубинский, А. Романов, В. Постнов, Е. Перцик, А. Цветков, И. Шнайдер, Ю. Шершевский, Е. Чапкин.
К концу 80-х годов «Гипрогор» разработал проектно-планировочную документацию более чем по 700 городам России. Особое место в практике проектирования института заняли исторические города России — Великий Новгород, Суздаль, Сергиев Посад.
По проектам «Гипрогора» возникли новые города: Волжский, Братск, Волгодонск, Старый Оскол, Нижнекамск с полным комплексом социальной, производственной, транспортной, инженерной инфраструктуры, восстановлены пострадавшие от землетрясений жилые районы Ташкента и Ленинакана.
За последние десятилетия институтом разработаны генпланы исторических центров России — Дербента, Мурома, города-наукограда Обнинска, восточных городов страны — Магадана и Анадыря, развёрнута работа по обновлению основных градостроительных документов для Омска, Нижневартовска, Таганрога, Брянска, Курска, Смоленска.

## Деятельность
Сегодня «Гипрогор» традиционно проектирует важнейшие для страны объекты, реализует как генпроектировщик проекты разработки градостроительной документации — генеральный план Олимпийского Сочи и проекты планировок всей территории, отданной под Олимпиаду, АТЭС-2012 во Владивостоке, Особые экономические зоны «Новая Анапа» в Краснодарском крае и «Гранд Спа Юца» в Ставропольском крае (г. Пятигорск), курирует важные стратегические проекты — восстановление Чеченской Республики, и сегодня — Южной Осетии и Абхазии.
Базовым принципом деятельности «Гипрогор» в современных условиях становится метод комплексного и эффективного инжиниринга: исследование — оценка — программные рекомендации — проект — реализация. Новым направлением деятельности «Гипрогор» становится разработка инвестиционных стратегий, содержание которых детально отработано профессионально-управленческой практикой на ряде объектов и прошло всестороннюю апробацию.
«Гипрогор» является учредителем саморегулируемой организации проектировщиков в России «Объединение градостроительного планирования и проектирования», имеет допуск на весь комплекс проектных работ. Лицензирован ФСБ на работу с Гостайной.

## Награды и достижения
XVIII Международный фестиваль «Зодчество-2010»
«Золотой диплом» в номинации «Схемы территориального планирования», «Серебряный диплом» в номинации «Схемы территориального планирования», «Бронзовый диплом» в номинации «Проекты планировки территории».
Диплом Первого открытого публичного конкурса на лучшее выполнение произведения градостроительства — эскиза архитектурно-планировочного решения застройки территории «Дом XXI века». Премия «За лучшее решение архитектурной среды».
VI Всероссийский конкурс на лучшую проектную, изыскательскую организацию и фирму аналогичного профиля 2010 г. Диплом «Элита строительного комплекса России».
XVII Международный фестиваль «Зодчество-2009» Серебряный диплом за проект планировки территории полуострова Саперный Острова Русский для строительства объектов саммита АТЭС-2012 и Дальневосточного федерального университета.
V Всероссийский конкурс на лучшую проектную, изыскательскую организацию, 2009 г. Диплом за достижения высокой эффективности результатов деятельности организации в современных экономических условиях.
V Всероссийский конкурс на лучшую проектную, изыскательскую организацию, 2009 г. Сертификат Генеральному директор ОАО «Гипрогор», М. Ю. Грудинину, «Лучший руководитель организации (предприятия) строительного комплекса России за 2008 г.»
III Международный Конкурс на лучшую строительную и проектную организацию, предприятие строительных материалов и стройиндустрии, 2008 г. Диплом за достижения высокой эффективности и конкурентоспособности в строительстве и строительных материалов.
IV Всероссийский конкурс на лучшую проектную, изыскательскую организацию, 2008 г. Диплом за достижения высокой эффективности результатов деятельности организации в современных экономических условиях за 2007 г.
XV Международный фестиваль «Зодчество-2007». Грамота за участие в смотре-конкурсе «Творческие архитектурные коллективы и мастерские».
XIII Международный фестиваль «Зодчество-2005». Грамота за участие в выставке-конкурсе «Творческие архитектурные коллективы и мастерские».
Выставка-конкурс Союза архитекторов России, 2005 г. Грамота за участие в выставке-конкурсе «Творческие архитектурные коллективы и мастерские».
XII Международный фестиваль «Зодчество-2004». Грамота за участие в выставке-конкурсе «Творческие архитектурные коллективы и мастерские». Диплом лауреата конкурса в номинации за лучший проект в области градостроительства.
Смотр проектных, изыскательских организаций и фирм аналогичного профиля Российской Федерации 2003 г. Диплом первой степени за достижения высокой эффективности результатов деятельности организации в современных экономических условиях.